# 歳月 (テレビドラマ)
『歳月』（さいげつ）はNHK「銀河ドラマ」で1970年12月21日から12月25日まで放送された連続テレビドラマである。白黒作品。全5回。NHK名古屋制作。

## 概要
「銀河ドラマ」第46作。男手ひとつで三人の子供を育てた初老の父親と、結婚を控えた長女を中心に家族の愛情、哀歓を描くホームドラマ。

## 物語
名古屋の釣具会社の部長坂上隆平は18年前に離婚以来再婚せずに祐子、浪人中の勇夫、高校生の敏夫を育ててきた。祐子は小谷と婚約していたが、挙式は延び延びになっている。それは祐子がいなくなれば坂上家に女手がなくなるからであった。離婚して家を出ていった母泰子と父を再会させ、出来れば母に家へ戻ってほしいと願う祐子は、父に温泉家族旅行を提案する。

## キャスト
- 坂上祐子 …………… 樫山文枝
- 坂上隆平 …………… 宇野重吉
- 泰子 ………………… 加藤治子
- 小谷 ………………… 緒形拳
- 菊江 ………………… 山田昌
- 坂上勇夫 …………… 森本治行
- 坂上敏夫 …………… 吉田次昭

## スタッフ
- 原作：伊藤桂一
- 脚本：小幡欣治
- 演出：鈴木基治
- 音楽：富田一照
- 制作：金光寿郎

## 参考資料
- 「テレビジョンドラマ」（放送映画出版）